# Далёкая Океания

Хронологическое расселение австронезийцев по Ближней и Далёкой Океании

Далёкая Океания (англ. Remote Oceania) — это новая биогеографическая концепция, используемая для обозначения части Океании, которая охватывает часть Меланезии к юго-востоку от архипелага Соломоновых островов (острова Санта-Крус, Вануату, Фиджи и Новая Каледония), западную часть Полинезии до Тонга и Самоа, а также южных и западных островов Микронезии. Согласно этой терминологии, далёкая Океания соответствует расширению на восток примитивных населенных пунктов соседней Океании. По мнению авторов, далёкая Океания также дополняет остальную часть Полинезии. Это новое разделение заменяет традиционное разделение Океании между Меланезией, Микронезией и Полинезией, созданное французским исследователем Жюлем Дюмон-Дюрвилем около 1830 года.

## История термина
Термины Ближняя Океания и Далёкая Океания были придуманы в 1973 году лингвистом Эндрю Поули из Австралийского национального университета после его исследований папуасских и австронезийских языков и культур. Его работы были подтверждены и расширены археологом Роджером Кертисом Грином из Университета Окленда (Новая Зеландия), который принял это подразделение в 1991 году. Эта концепция Океании была поддержана другими исследованиями в области ботаники, зоологии, антропологии, генетики и биогеографии.

## Далёкая Океания и лапитская культура
Далёкая Океания в 25000 г. до н. э. — первый этап колонизации человека в Тихом океане во время плейстоцена был завершен, и его поселения соответствовали так называемой соседней Океании. Около 3500 г. до н. э. на архипелаге Бисмарк появляется более технологически развитая культура, лапитская культура, по-видимому, не имеющая опыта в соседней Океании. Датирование, проведенное в Юго-Восточной Азии, указывает на то, что эта неолитическая культура распространилась в голоцене от Тайваня до Филиппин и Восточной Индонезии, чтобы достичь близлежащей Океании, прежде чем колонизировать часть Микронезии и островов Западной Полинезии. Этот второй этап миграции в Тонго и Самоа через 500-1000 лет станет отправной точкой большого скачка в Центральную и Восточную Полинезию, заключительного этапа колонизации человеком Тихоокеанского региона.
То, что известно о культуре лапитов, основано на археологических находках, в основном кусках керамики и небольших предметах резного обсидиана, и именно по его следу удалось восстановить эволюцию человеческих миграций в далёкой Океании. Другие более поздние исследования восстанавливают расширение лапитской культуры из расширения Тихоокеанской крысы (Rattus exulans), которую они, возможно, носили с собой в своих путешествиях вместе с другими одомашненными животными, или из генетических исследований на людях.
Эти исследования показали, что в соседней Океании поселения лапитов сосуществовали с населением Папуасского происхождения, имеющим менее развитую культуру, с которым было очень ограниченное лингвистическое и генетическое смешение. В далёкой Океании нет следов человеческого присутствия, предшествовавших поселениям лапитского типа. Согласно гипотезам, выдвинутым Роджером Грином, Яном Лилли, Питером Беллвудом и Джимом Алленом, среди прочих, это сводит на невозможность того, что Лапитская культура была результатом эволюции уже существующих популяций.
Коренные жители лапитской культуры занимались охотой и рыболовством, одомашнивали животных для потребления, знали сельское хозяйство, торговали ценными камнями, такими как обсидиан, и овладели искусством гончарного дела, которое является основным достижением их культуры. Их общество было построено на основе сети небольших групп, расположенных в непосредственной близости от берегов островов с высокой миграционной мобильностью. Между 1500 и 1000 до н., они перешли от восточной оконечности близлежащей Океании (остров Бугенвиль и Архипелаг Соломоновых островов) к отдаленным островам: Новая Каледония, Фиджи и Самоа. В это же время они отправились на острова, расположенные в западной части Микронезии (Палау, Яп и Марианские острова).
Таким образом, колонизация далёкой Океании влечет за собой значительные технологические инновации в производстве судов и заметную эволюцию методов навигации. Коренные жители освоили высотное плавание, которое позволяло им преодолевать расстояния, требующие нескольких дней глубоководного путешествия. Найденные археологические находки доказывают, что они завезли на колонизированные острова домашних животных (свиней, кур, собак, сумчатых и крыс), а также растения и семена, предназначенные для выращивания.
Датировка археологических памятников, проводимая с 1970 года, также показывает, что различные группы лапитских поселенцев поддерживали постоянные торговые обмены, несмотря на большие расстояния между островами, но этих отношений было недостаточно для поддержания однородной культуры. Хотя это же дистанцирование способствовало атомизации языков и лапитской культуры, частые контакты между жителями островов далёкой Океании привели к тому, что эволюция их субкультур и диалектов питалась многочисленными и постоянными взаимными влияниями. Потомки лапитов, которые позже путешествовали по Тихому океану на Таити, Гавайи, остров Пасхи и Новой Зеландии, рассматриваются как культурные и языковые варианты этой культуры.
Народы лапитской культуры признаны предками полинезийцев, в том числе маори, и являются объединяющим эталоном, все чаще используемым самими полинезийцами.

## Языки далёкой Океании
Согласно традиционной классификации и разветвлению примитивных языков Тихого океана, языки, на которых говорят в далёкой Океании, происходят из австронезийских языков, а внутри них-из подгруппы отдаленных океанских языков.
Согласно последним лингвистическим исследованиям, подкрепленным археологическими исследованиями, последняя подгруппа, в свою очередь, породила прото-океанские языки ближней и дальней Океании, получив последние из прото-полинезийских языков, с которых происходят все языки, на которых говорят в современной Полинезии.
Совместные работы Эндрю Поули, Малкольма Росса, Роджера Кертиса Грина, Патрика Винтона кирха и Терри Ханта с 1970-х годов показывают, что эволюция океанских языков не сопоставима с эволюцией континентальных языков, дальнейшая эволюция которых может быть воплощена в генеалогические деревья для использования. Чтобы понять генеалогию океанских языков, на которых говорят толпы островов и островков, разбросанных по всему Тихому океану, необходимо использовать различные виды классификаций (не исключающих, а дополняющих), чтобы приблизиться к сложному культурному, языковому и географическому разнообразию доисторической Океании. Поэтому, чтобы отразить как вертикальные наследования, так и горизонтальные взаимосвязи между различными подгруппами, необходимо объединить генеалогические деревья, диалектные цепи, сети взаимосвязей и сетчатые структуры.